# Pigueba Uatara
Pigueba Uatara (em francês: Piguéba Ouattara) foi um nobre africano mandinga ativo no Império de Congue nas primeiras décadas do século XIX.

## Vida
Pigueba aparece pela primeira vez na década de 1830, quando tornar-se-ia chefe no Império de Congue. Na ocasião, perseguiu os irmãos Nianamaga e Tiemonconco Traoré até Fincolo, onde sitiou-os. Eles então fugiram para Cafela, em Bugula. Novamente foram perseguidos, e por pressão dos atacantes, abandonam Cafela para Natié, onde conseguem impedir Pigueba, que então retorna a Congue. Durante o reinado de Tiemonconco como fama de Quenedugu (r. 1840–1845), a guerra persiste.
Sob Daulá Traoré (r. 1845–1860), Siramanadiã mediou negociações de paz entre Pigueba e Daulá, mas ao notar as intenções secretas de Siramanadiã, Daulá não compareceu ao encontro. Seus 12 irmãos, que estiveram presentes, foram mortos por soldados com machados.  Daulá fugiu para Natié e Pigueba dirigiu-se à localidade, onde exigiu que os habitantes entregassem o fugitivo, mas eles responderam que ninguém viu o rei. Daulá havia fugido para Tarcasso e com soldados de Tarcasso e Natié marcha contra Fincolo, onde Pigueba estava estacionado, e derrota-o. Pigueba foge com Siramanadiã para Zanso e então para sudeste rumo a Cutura (Taguara) e então Congue.
No ano seguinte, Pigueba assedia Daulá em Zerila. Daulá foge para Lutana, uma aldeia perto de Sonodugu, onde reuniu-se com Pigueba; Pigueba contentou-se em levar metade da população cativa. Esse evento, de ca. 1855, marca o fim temporário da rivalidade de Congue de Quenedugu. Pigueba é mencionado pela última vez no reinado do fama Daúda Traoré (r. 1860–1862) quando se afirma que Daúda, um antigo cativo de Congue, havia sido vendido como escravo por Pigueba e assim permaneceu até seus irmãos o comprarem de volta.